# SBB RABe 520
De RABe 520 ook wel RegioLiner genoemd, is een elektrisch treinstel van het Stadler Rail type GTW bestemd voor het regionaal personenvervoer van de Schweizerische Bundesbahnen (SBB).

## Geschiedenis
Bij de discussie in de jaren 1990 over het voortbestaan van de Seetalbahn werd uiteindelijk besloten tot de bouw van aangepaste treinstellen voor deze spoorlijn.

## Constructie en techniek
Het treinstel is opgebouwd uit rijtuigen met een aluminium frame en een frontdeel van GVK. Door de bouw van een lagevloerdeel werd het voor rolstoelgebruikers mogelijk om op hoogte gebrachte perrons zonder hulp in en uit te stappen. Deze trein is opgebouwd uit een stalen frame en bestaat uit een motorwagen en een aangekoppeld rijtuig met eveneens een aandrijving. In beide delen is ook een lagevloerdeel aanwezig. Deze treinstellen kunnen tot drie stuks gecombineerd rijden. De treinstellen zijn uitgerust met luchtvering.
De treinstellen zijn speciaal voor het traject van de Seetalbahn tussen Luzern en Lenzburg gebouwd met breedte van 2,65 meter.

## Treindiensten
De treinen werden of worden door de Schweizerische Bundesbahnen (SBB) ingezet op de volgende trajecten:
- Luzern – Lenzburg (S9)
- Luzern – Schachen (S6)
- Luzern – Brunnen (S3) (tot 2005, later uitgevoerd met treinstellen van het type Flirt)
- Lenzburg – Zofingen
- Lenzburg/Othmarsingen – Rotkreuz
- Aarau – Turgi
- Aarau – Suhr (tot 12 december 2004)
- Lenzburg – Wettingen (tot 12 december 2004)
- Lenzburg – Brugg
- Lenzburg – Rotkreuz

## Foto's

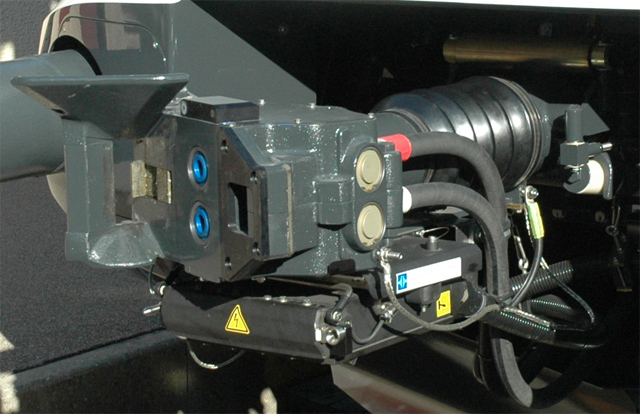
Schwab-Koppeling type FK-15-10